# Sněžné (district de Rychnov nad Kněžnou)
Pour les articles homonymes, voir Sněžné.
Sněžné (en allemand : Sneschney) est une commune du district de Rychnov nad Kněžnou, dans la région de Hradec Králové, en Tchéquie. Sa population s'élevait à 133 habitants en 2020.

## Géographie
Sněžné se trouve à 9 km à l'est de Nové Město nad Metují, à 20 km au nord de Rychnov nad Kněžnou, à 36 km au nord-est de Hradec Králové et à 135 km à l'est-nord-est de Prague.
La commune est limitée par Nový Hrádek et Olešnice v Orlických horách au nord, par Sedloňov à l'est, par Dobřany et Bystré au sud et par Janov à l'ouest.

## Histoire
La première mention écrite de la localité date de 1534.